# گمینا جمیانه
گمینا جمیانه (به لهستانی:  Gmina Dziemiany) یک گمینا در لهستان است که در شهرستان کوشچژنا واقع شده‌است. گمینا جمیانه ۱۲۴٫۹۷ کیلومتر مربع مساحت و ۴٬۰۶۵ نفر جمعیت دارد.